# Wood River (Illinois)
Wood River est une ville de l'Illinois, dans le Comté de Madison aux États-Unis d'Amérique.